# Люсо (Шаранта)
Люсо́ (фр. Lupsault) — коммуна во Франции, находится в регионе Пуату — Шаранта. Департамент — Шаранта. Входит в состав кантона Эгр. Округ коммуны — Конфолан.
Код INSEE коммуны — 16194.
Коммуна расположена приблизительно в 380 км к юго-западу от Парижа, в 80 км юго-западнее Пуатье, в 38 км к северо-западу от Ангулема.

## Население
Население коммуны на 2008 год составляло 124 человека.
| 1962 | 1968 | 1975 | 1982 | 1990 | 1999 | 2008 |
| ---- | ---- | ---- | ---- | ---- | ---- | ---- |
| 250  | 228  | 192  | 151  | 160  | 132  | 124  |

## Экономика
В 2007 году среди 63 человек в трудоспособном возрасте (15—64 лет) 41 были экономически активными, 22 — неактивными (показатель активности — 65,1 %, в 1999 году было 59,7 %). Из 41 активных работали 41 человек (24 мужчины и 17 женщин), безработных не было. Среди 22 неактивных 3 человека были учениками или студентами, 12 — пенсионерами, 7 были неактивными по другим причинам.

## Достопримечательности
- Монастырь и приходская церковь Сен-Сибар (XI век), был перестроен в 1831 году
  - Бронзовый колокол (1635 год). На колоколе выгравирована надпись: F ET P BEUF. Исторический памятник с 1944 года[3]

## Фотогалерея

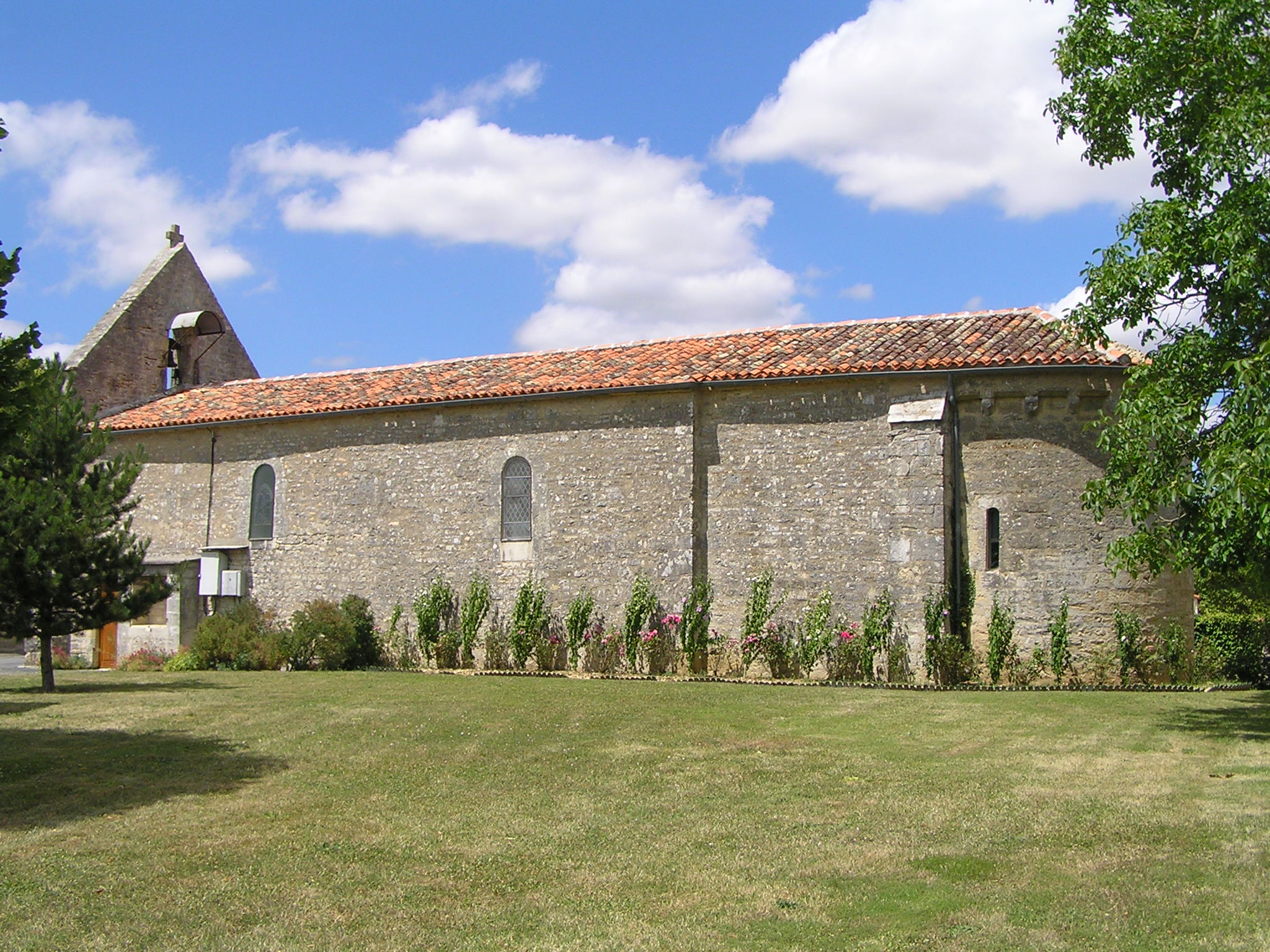
Церковь Сен-Сибар
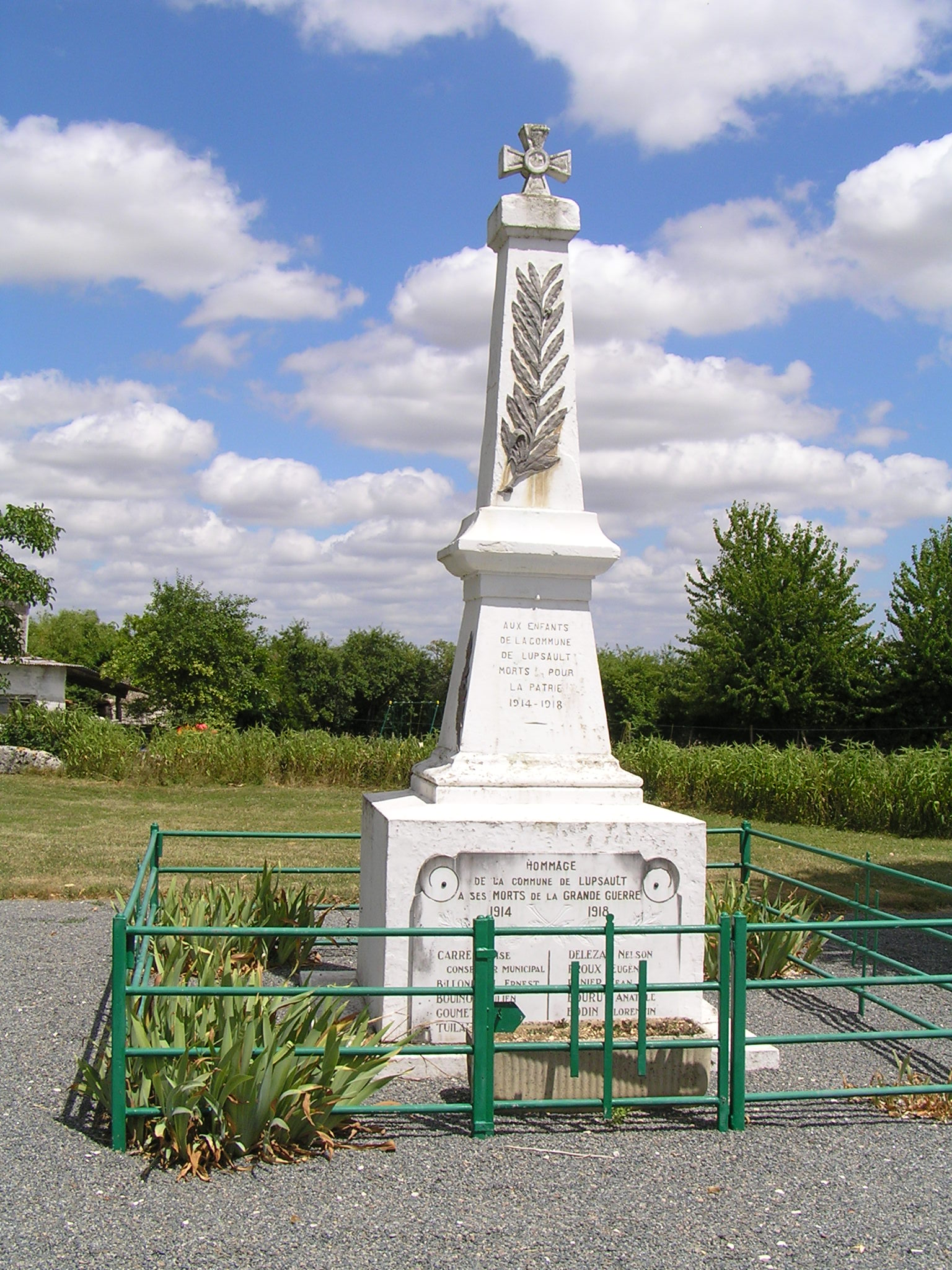
Военный мемориал
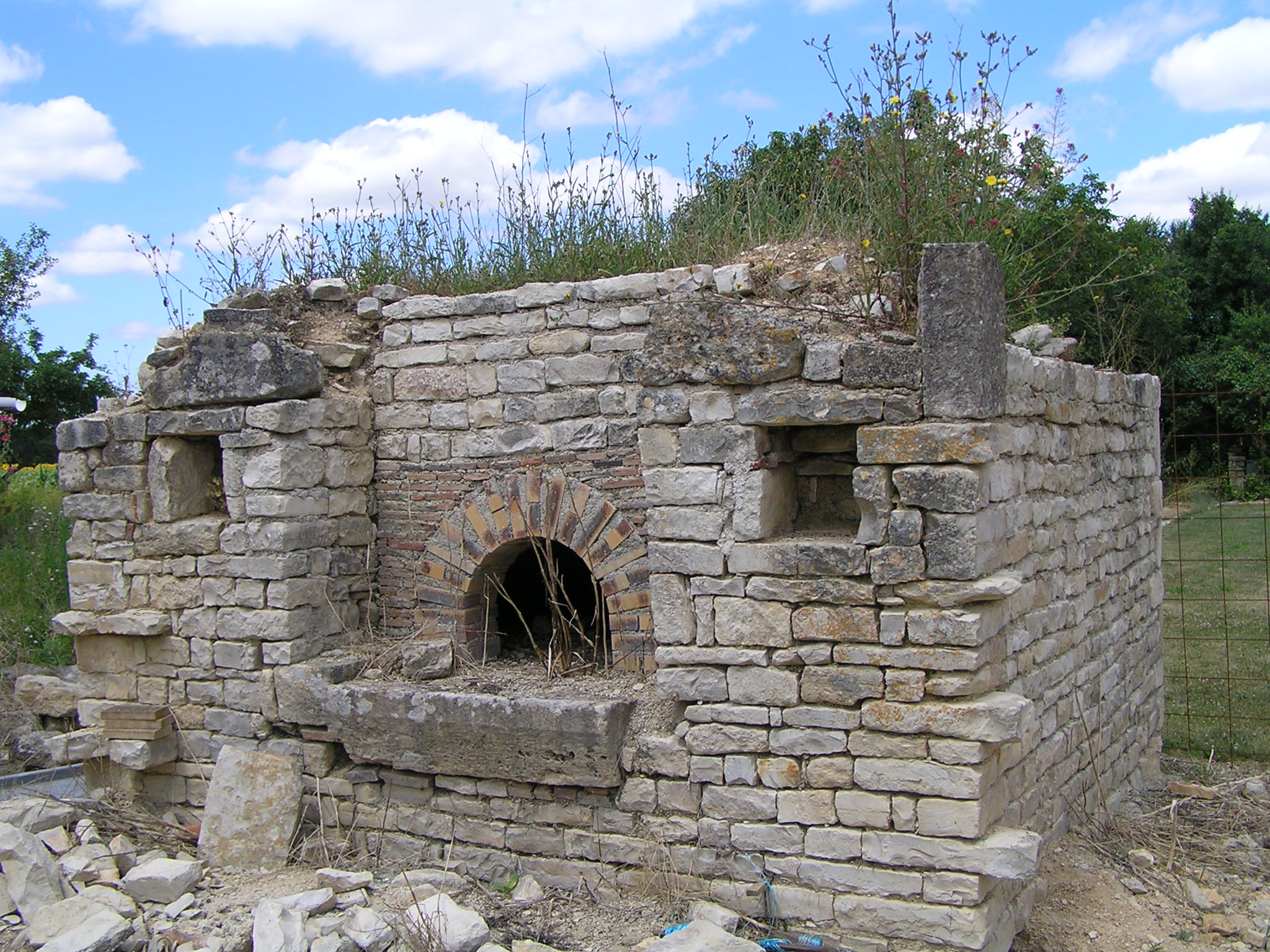
Печь